# Llista d'asteroides/216801-216900
| Nom      | Designació provisional | Data de descobriment   | Lloc de descobriment | Descobridor/s          |
| -------- | ---------------------- | ---------------------- | -------------------- | ---------------------- |
| 216801 - | 2006 SW315             | 27 de setembre de 2006 | Kitt Peak            | Spacewatch             |
| 216802 - | 2006 SP358             | 30 de setembre de 2006 | Catalina             | CSS                    |
| 216803 - | 2006 SA379             | 18 de setembre de 2006 | Apache Point         | A. C. Becker           |
| 216804 - | 2006 SD381             | 27 de setembre de 2006 | Apache Point         | A. C. Becker           |
| 216805 - | 2003 ET40              | 30 de setembre de 2006 | Apache Point         | A. C. Becker           |
| 216806 - | 2006 SC390             | 30 de setembre de 2006 | Apache Point         | A. C. Becker           |
| 216807 - | 2002 YE35              | 19 de setembre de 2006 | Catalina             | CSS                    |
| 216808 - | 2005 GG70              | 14 d'octubre de 2006   | Piszkesteto          | K. Sarneczky i Z. Kuli |
| 216809 - | 2002 VV41              | 12 d'octubre de 2006   | Kitt Peak            | Spacewatch             |
| 216810 - | 2003 AJ44              | 12 d'octubre de 2006   | Palomar              | NEAT                   |
| 216811 - | 2006 TK65              | 11 d'octubre de 2006   | Palomar              | NEAT                   |
| 216812 - | 2006 TA118             | 3 d'octubre de 2006    | Apache Point         | A. C. Becker           |
| 216813 - | 2006 UO16              | 17 d'octubre de 2006   | Mount Lemmon         | Mt. Lemmon Survey      |
| 216814 - | 2006 UO69              | 16 d'octubre de 2006   | Catalina             | CSS                    |
| 216815 - | 2004 HG14              | 17 d'octubre de 2006   | Mount Lemmon         | Mt. Lemmon Survey      |
| 216816 - | 2004 FJ140             | 17 d'octubre de 2006   | Mount Lemmon         | Mt. Lemmon Survey      |
| 216817 - | 1999 CL139             | 18 d'octubre de 2006   | Kitt Peak            | Spacewatch             |
| 216818 - | 2000 HM98              | 21 d'octubre de 2006   | Palomar              | NEAT                   |
| 216819 - | 2001 OB38              | 27 d'octubre de 2006   | Mount Lemmon         | Mt. Lemmon Survey      |
| 216820 - | 2004 JQ7               | 27 d'octubre de 2006   | Kitt Peak            | Spacewatch             |
| 216821 - | 2006 UK285             | 28 d'octubre de 2006   | Mount Lemmon         | Mt. Lemmon Survey      |
| 216822 - | 2006 VD7               | 10 de novembre de 2006 | Kitt Peak            | Spacewatch             |
| 216823 - | 2006 VL31              | 11 de novembre de 2006 | Kitt Peak            | Spacewatch             |
| 216824 - | 1995 YM26              | 11 de novembre de 2006 | Kitt Peak            | Spacewatch             |
| 216825 - | 2005 QS149             | 11 de novembre de 2006 | Kitt Peak            | Spacewatch             |
| 216826 - | 2006 VX68              | 11 de novembre de 2006 | Kitt Peak            | Spacewatch             |
| 216827 - | 2003 HQ57              | 11 de novembre de 2006 | Mount Lemmon         | Mt. Lemmon Survey      |
| 216828 - | 2006 VO100             | 11 de novembre de 2006 | Catalina             | CSS                    |
| 216829 - | 2006 VC126             | 15 de novembre de 2006 | Kitt Peak            | Spacewatch             |
| 216830 - | 2004 FY151             | 15 de novembre de 2006 | Catalina             | CSS                    |
| 216831 - | 1998 QS102             | 15 de novembre de 2006 | Kitt Peak            | Spacewatch             |
| 216832 - | 2005 MN44              | 15 de novembre de 2006 | Catalina             | CSS                    |
| 216833 - | 2006 VL150             | 9 de novembre de 2006  | Palomar              | NEAT                   |
| 216834 - | 2006 WY25              | 18 de novembre de 2006 | Kitt Peak            | Spacewatch             |
| 216835 - | 2006 WC42              | 16 de novembre de 2006 | Mount Lemmon         | Mt. Lemmon Survey      |
| 216836 - | 2005 UT133             | 16 de novembre de 2006 | Kitt Peak            | Spacewatch             |
| 216837 - | 2001 YY153             | 19 de novembre de 2006 | Kitt Peak            | Spacewatch             |
| 216838 - | 2006 WD140             | 19 de novembre de 2006 | Kitt Peak            | Spacewatch             |
| 216839 - | 2006 WD199             | 25 de novembre de 2006 | Kitt Peak            | Spacewatch             |
| 216840 - | 2006 WN201             | 17 de novembre de 2006 | Kitt Peak            | Spacewatch             |
| 216841 - | 2006 XQ31              | 12 de desembre de 2006 | Kitt Peak            | Spacewatch             |
| 216842 - | 2005 UX437             | 11 de desembre de 2006 | Kitt Peak            | Spacewatch             |
| 216843 - | 2001 VA1               | 14 de desembre de 2006 | Mount Lemmon         | Mt. Lemmon Survey      |
| 216844 - | 2006 XY65              | 12 de desembre de 2006 | Palomar              | NEAT                   |
| 216845 - | 2006 YR1               | 17 de desembre de 2006 | Mount Lemmon         | Mt. Lemmon Survey      |
| 216846 - | 2005 QM144             | 20 de desembre de 2006 | Palomar              | NEAT                   |
| 216847 - | 2007 EP212             | 8 de març de 2007      | Palomar              | NEAT                   |
| 216848 - | 1990 EW1               | 4 d'octubre de 2007    | Kitt Peak            | Spacewatch             |
| 216849 - | 2007 TX231             | 8 d'octubre de 2007    | Kitt Peak            | Spacewatch             |
| 216850 - | 2006 SV44              | 24 d'octubre de 2007   | Mount Lemmon         | Mt. Lemmon Survey      |
| 216851 - | 2007 VS168             | 5 de novembre de 2007  | Kitt Peak            | Spacewatch             |
| 216852 - | 2005 GX171             | 13 de novembre de 2007 | Catalina             | CSS                    |
| 216853 - | 2007 WK43              | 19 de novembre de 2007 | Kitt Peak            | Spacewatch             |
| 216854 - | 2000 BL23              | 5 de desembre de 2007  | Mount Lemmon         | Mt. Lemmon Survey      |
| 216855 - | 2004 FC147             | 16 de desembre de 2007 | Mount Lemmon         | Mt. Lemmon Survey      |
| 216856 - | 2000 TQ73              | 30 de desembre de 2007 | Mount Lemmon         | Mt. Lemmon Survey      |
| 216857 - | 2008 AF24              | 10 de gener de 2008    | Mount Lemmon         | Mt. Lemmon Survey      |
| 216858 - | 2008 AL85              | 13 de gener de 2008    | Kitt Peak            | Spacewatch             |
| 216859 - | 2000 SC375             | 7 de gener de 2008     | La Sagra             | La Sagra               |
| 216860 - | 2008 BX18              | 29 de gener de 2008    | La Sagra             | La Sagra               |
| 216861 - | 2005 TL184             | 30 de gener de 2008    | Mount Lemmon         | Mt. Lemmon Survey      |
| 216862 - | 1994 PN11              | 30 de gener de 2008    | Kitt Peak            | Spacewatch             |
| 216863 - | 2008 BF44              | 30 de gener de 2008    | Catalina             | CSS                    |
| 216864 - | 2004 CW97              | 30 de gener de 2008    | Catalina             | CSS                    |
| 216865 - | 2008 BH46              | 30 de gener de 2008    | Mount Lemmon         | Mt. Lemmon Survey      |
| 216866 - | 2008 CY169             | 12 de febrer de 2008   | Mount Lemmon         | Mt. Lemmon Survey      |
| 216867 - | 2008 CP197             | 9 de febrer de 2008    | Kitt Peak            | Spacewatch             |
| 216868 - | 2008 DT9               | 26 de febrer de 2008   | Kitt Peak            | Spacewatch             |
| 216869 - | 2008 DR24              | 28 de febrer de 2008   | Mount Lemmon         | Mt. Lemmon Survey      |
| 216870 - | 2008 DL44              | 28 de febrer de 2008   | Kitt Peak            | Spacewatch             |
| 216871 - | 2008 DV68              | 29 de febrer de 2008   | Kitt Peak            | Spacewatch             |
| 216872 - | 2008 DB81              | 26 de febrer de 2008   | Mount Lemmon         | Mt. Lemmon Survey      |
| 216873 - | 2008 DA84              | 18 de febrer de 2008   | Mount Lemmon         | Mt. Lemmon Survey      |
| 216874 - | 2002 YA28              | 2 de març de 2008      | Mount Lemmon         | Mt. Lemmon Survey      |
| 216875 - | 2004 RK206             | 4 de març de 2008      | Kitt Peak            | Spacewatch             |
| 216876 - | 2008 EL54              | 6 de març de 2008      | Kitt Peak            | Spacewatch             |
| 216877 - | 2008 FS54              | 28 de març de 2008     | Mount Lemmon         | Mt. Lemmon Survey      |
| 216878 - | 2008 FL60              | 29 de març de 2008     | Catalina             | CSS                    |
| 216879 - | 2005 UH229             | 27 de març de 2008     | Kitt Peak            | Spacewatch             |
| 216880 - | 2005 UM485             | 31 de març de 2008     | Mount Lemmon         | Mt. Lemmon Survey      |
| 216881 - | 2008 GA32              | 3 d'abril de 2008      | Kitt Peak            | Spacewatch             |
| 216882 - | 2005 UF491             | 26 de maig de 2008     | Junk Bond            | D. Healy               |
| 216883 - | 2008 QG41              | 21 d'agost de 2008     | Kitt Peak            | Spacewatch             |
| 216884 - | 2007 EY106             | 22 de setembre de 2008 | Socorro              | LINEAR                 |
| 216885 - | 2008 SD268             | 24 de setembre de 2008 | Kitt Peak            | Spacewatch             |
| 216886 - | 2008 US47              | 20 d'octubre de 2008   | Kitt Peak            | Spacewatch             |
| 216887 - | 2008 UR83              | 22 d'octubre de 2008   | Mount Lemmon         | Mt. Lemmon Survey      |
| 216888 - | 2008 VS3               | 2 de novembre de 2008  | Zelenchukskaya       | T. V. Kryachko         |
| 216889 - | 2008 YW17              | 21 de desembre de 2008 | Mount Lemmon         | Mt. Lemmon Survey      |
| 216890 - | 2006 OG8               | 29 de desembre de 2008 | Kitt Peak            | Spacewatch             |
| 216891 - | 2009 DN43              | 27 de febrer de 2009   | Kitt Peak            | Spacewatch             |
| 216892 - | 1999 VS171             | 24 de febrer de 2009   | Kitt Peak            | Spacewatch             |
| 216893 - | 2006 OT19              | 28 de febrer de 2009   | Wildberg             | R. Apitzsch            |
| 216894 - | 2006 SH336             | 17 de març de 2009     | La Sagra             | La Sagra               |
| 216895 - | 2000 CD109             | 18 d'abril de 2009     | Catalina             | CSS                    |
| 216896 - | 2000 KG77              | 20 d'abril de 2009     | Kitt Peak            | Spacewatch             |
| 216897 - | 2009 HJ58              | 24 d'abril de 2009     | Vítsiebsk            | V. Nevski              |
| 216898 - | 2006 BK269             | 27 d'abril de 2009     | Kitt Peak            | Spacewatch             |
| 216899 - | 2000 HB87              | 27 d'abril de 2009     | Kitt Peak            | Spacewatch             |
| 216900 - | 2005 QX62              | 27 d'abril de 2009     | Kitt Peak            | Spacewatch             |